# Nicolas Prodhomme
Nicolas Prodhomme (Verneuil-sur-Avre, 1 februari 1997) is een Frans wielrenner die anno 2024 uitkomt voor Decathlon AG2R La Mondiale. Hij won in 2025 de negentiende etappe in de Ronde van Italië.

## Palmares
2019
1e etappe Orlen Nations Grand Prix (TTT)
Eindklassement Orlen Nations Grand Prix
1e etappe Giro della Regione Friuli Venezia Giulia (TTT)
2025
5e etappe Ronde van de Alpen
19e etappe Ronde van Italië
3e etappe Route d'Occitanie
Eindklassement Route d'Occitanie
2e etappe Ronde van de Ain
Puntenklassement Ronde van de Ain
Polynormande

## Resultaten in voornaamste wedstrijden
| Jaar | Ronde van Italië | Ronde van Frankrijk | Ronde van Spanje |
| ---- | ---------------- | ------------------- | ---------------- |
| 2021 |                  |                     | 52e              |
| 2022 | 65e              |                     | 73e              |
| 2023 | 23e              |                     | 27e              |
| 2024 |                  | 48e                 |                  |
| 2025 | 15e (1)          |                     |                  |

| Jaar | Luik-Bast.‑Luik | Ronde van Lombardije | Strade Bianche | Waalse Pijl |
| ---- | --------------- | -------------------- | -------------- | ----------- |
| 2021 |                 |                      |                |             |
| 2022 |                 |                      |                |             |
| 2023 |                 | 42e                  |                |             |
| 2024 | 38e             | 79e                  |                | 32e         |
| 2025 |                 |                      | 91e            |             |

### Resultaten in kleinere rondes
| Jaar | UAE Tour | Tirreno-Adriatico | Ronde van Catalonië | Ronde van het Baskenland | Ronde van Zwitserland |
| ---- | -------- | ----------------- | ------------------- | ------------------------ | --------------------- |
| 2022 |          |                   |                     | opgave                   | 36e                   |
| 2023 |          |                   |                     | opgave                   |                       |
| 2024 | 32e      | 34e               | 28e                 |                          |                       |
| 2025 |          | 37e               | 69                  |                          |                       |

## Ploegen
- 2017 –  HP BTP-Auber 93 (stagiair vanaf 1 augustus)
- 2018 –  AG2R La Mondiale (stagiair vanaf 1 augustus)
- 2020 –  Cofidis (stagiair vanaf 1 augustus)
- 2021 –  AG2R-Citroën
- 2022 –  AG2R-Citroën
- 2023 –  AG2R-Citroën
- 2024 –  Decathlon AG2R La Mondiale
- 2025 –  Decathlon AG2R La Mondiale Team

Allegaert · Barceló · Berhane · Claeys · Consonni · Edet · Finé · Haas · Hansen · Jesús Herrada · José Herrada · Lafay · Laporte · Le Turnier · Lemoine · Martin · Maté · Mathis · Morin · Perez · Périchon · Rossetto · Sabatini · Touzé · Vanbilsen · Vermote · A. Viviani · E. Viviani  · Prodhomme (stagiair) · Zanoncello (stagiair)
Bidard · Bouchard · Calmejane · Champoussin · Cherel · Cosnefroy · Dewulf · Duval · Franktot en met 20 juni · Gallopin · Gastauer · Godon · Gougeard · Hänninen ·  Jullien · Jungels · L. Naesen · O. Naesen · O'Connor · Paret-Peintre · Peters · Prodhomme · Sarreau · Schär · Touzé · Van Avermaet · Van Hoecke · Vendrame · Venturini · Warbasse · Delphis (stagiair) · Lapeira (stagiair) · Retailleau (stagiair)
Berthet · Bouchard · Calmejane · Champoussin · Cherel · Cosnefroy · Dewulf · Gall · Godon · Hänninen ·  Jullien · Jungels · Lapeira · L. Naesen · O. Naesen · O'Connor · A. Paret-Peintre · V. Paret-Peintre · Peters · Prodhomme · Raugel · Retailleau (vanaf 1/8) · Sarreau · Schär · Touzé · Van Avermaet · Van Hoecke · Vendrame · Venturini · Warbasse · Delphis (stagiair) · Gautherat (stagiair) · Tronchon (stagiair)
Baudin · Berthet · Bonnamour · Bouchard · Cherel · Cosnefroy · Dewulf · Gall · Gautherat · Godon · Hänninen · Labrosse (Vanaf 1/8) ·  Lapeira · L. Naesen · O. Naesen · O'Connor · A. Paret-Peintre · V. Paret-Peintre · Peters · Prodhomme · Raugel · Retailleau · Sarreau · Schär · Touzé · Tronchon · Van Avermaet · Vendrame · Venturini · Warbasse · Chaussinand (stagiair) · Veistroffer (stagiair) · Verschuren (stagiair)
Armirail · Baudin · Bennett · Berthet · Boasson Hagen · Bonnamour (tot 25/3) · Bouchard · Cosnefroy · De Bondt · De Pestel · Dewulf · Gall · Gautherat · Godon · Hänninen · Labrosse · Lafay ·  Lapeira · Naesen · O'Connor · A. Paret-Peintre · V. Paret-Peintre · Peters · Pollefliet · Prodhomme · Retailleau · Touzé · Tronchon · Vendrame · Warbasse